# JFK (motorfiets)
JFK en Koch zijn twee Tsjechische motorfietsmerken die in verschillende perioden door dezelfde constructeur werden uitgebracht.

## JFK
J.F. Koch, Tovarna na Motocyckly, Praha-Vysocany, later Stêpanek & Spol, Tovarna Motoru, Kostelec nad Labem (1923-1926).
JFK was een Tsjechisch merk dat voor die tijd zeer moderne motorfietsen bouwde, ontwikkeld door ingenieur J.F. Koch, die later ook motorfietsen zou ontwerpen voor BD, Praga en CZ. De JFK's hadden een 348 cc motor.
Al in 1925 werkte ingenieur Koch voor BD (Breitfeld & Danêk) in Praag. Dit merk werd overgenomen door de autofabriek Praga en ging tot 1935 onder die naam verder. Toen Praga de productie van motorfietsen beëindigde, ging Koch weer voor zichzelf verder onder zijn eigen naam:

## Koch
J.F. Koch & Spol, Praha (1934-1935). 
Hij bouwde een nieuwe 348 cc kopklepmotor met vier versnellingen en twee uitlaten. Maar na ongeveer een jaar stopte hij er weer mee.